# 烟酸
烟酸（英語：niacin、，也称維他命B3、維他命PP），分子式：C6H5NO2，耐热，能升华。首次描述於Hugo Weidel於1873年對尼古丁的研究。它是人体必需的13种维生素之一，是一种水溶性维生素，属于维生素B族。烟酸在人体内转化为烟酰胺，烟酰胺是辅酶Ⅰ和辅酶Ⅱ的组成部分，参与体内脂质代谢，组织呼吸的氧化过程和糖类无氧分解的过程。

## 功能
1. 生理上為傳遞搬運電子，使末稍血管舒張作用。
2. 具糖解作用，組織呼吸，脂肪合成。（功能類似於維他命B群）

## 攝取不足後遺症
1. 疲勞，倦怠，頭痛，噁心，嘔吐，背痛，體重減輕。
2. 食慾喪失，舌炎，胃酸缺乏，對稱性皮膚炎，神經症狀。
3. 癩皮病末期時出現嚴重之皮膚炎，腹瀉，失智，甚而死亡。

烟酸缺乏症在发达国家很少见，它大多數与贫困、营养不良或後天性慢性酒精中毒 (酒精依賴) 的营养不良有关。它也倾向于发生在開發中國家 ，因為當地人以玉米(corn)作为主食，但玉米卻是唯一含可消化烟酸量低的粮食。因此许多国家强制要求在小麦粉或其他粮食中添加该物质，从而降低了患糙皮病的风险

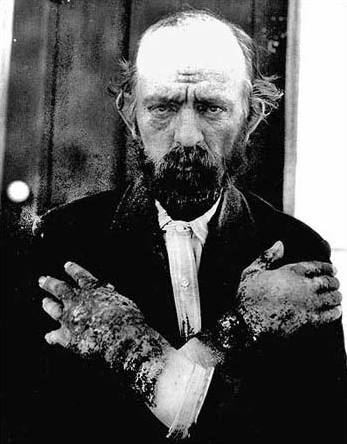
糙皮病,飲食長期缺乏維生素B_{3}

## 攝食過量之副作用
1. 皮膚潮紅及癢。
2. 血清尿酸值升高。
3. 葡萄糖耐受性減損。
4. 肝臟方面的損害。

## 一般需求量
成人每天攝取16毫克，女子為14毫克，發育中的青年為20毫克，懷孕期及哺乳期為18毫克。每天最高摄取量35毫克.

## 來源
動物產品： 
1. 肝臟，心臟和腎臟
2. 雞
3. 牛肉
4. 魚類：金枪鱼，鮭魚
5. 牛奶
6. 雞蛋

水果和蔬菜：
1. 鳄梨
2. 棗
3. 蕃茄
4. 葉菜類蔬菜
5. 花椰菜
6. 胡蘿蔔
7. 红薯
8. 蘆筍

種子：
1. 堅果
2. 全穀物食品
3. 豆類
4. 藜種子

真菌：
1. 蘑菇
2. 啤酒酵母

## 外部連結
- Niacin bound to proteins （页面存档备份，存于） in the PDB